# 兵庫県道24号多可北条線
兵庫県道24号多可北条線（ひょうごけんどう24ごう たかほうじょうせん）は、兵庫県多可郡多可町から加西市に至る県道（主要地方道）である。

## 概要
兵庫県多可郡多可町中区糀屋（こうじや）と加西市北条町北条を結ぶ。

### 路線データ
- 起点：多可郡多可町中区糀屋（国道427号交点、糀屋交差点）
- 終点：加西市北条町北条（兵庫県道23号三木宍粟線交点）
- 総延長：18.8 km
- 実延長：総延長に同じ

## 歴史
主要地方道認定は1954年（昭和29年）1月20日。兵庫県道24号となったのは1971年（昭和46年）7月1日からである。
以前は兵庫県道24号中北条線だったが、多可郡多可町発足（2005年11月1日）に伴い2006年4月1日兵庫県告示第418号の2で現在の路線名称に変更された。

### 年表
- 1993年（平成5年）5月11日 - 建設省から、県道中北条線が中北条線として主要地方道に指定される[1]。

## 路線状況

### 重複区間
- 兵庫県道34号西脇八千代市川線（多可郡多可町八千代区下野間〔保木〕・保木南交差点 - 西脇市明楽寺町・明楽寺町交差点）
- 兵庫県道371号高岡北条線（加西市玉野町・玉野交差点 - 加西市北条町横尾・横尾第2交差点）
- 兵庫県道369号大和北条停車場線（加西市北条町横尾・横尾第2交差点 - 加西市北条町北条〔南町〕・北条町駅東交差点）

## 地理

### 通過する自治体
- 多可郡多可町
- 西脇市
- 加西市

### 交差する道路
| 交差する道路                                                                    | 市町村名 | 市町村名 | 交差する場所                   | 交差する場所              |
| ------------------------------------------------------------------------------- | -------- | -------- | ------------------------------ | ------------------------- |
| 国道427号                                                                       | 多可郡   | 多可町   | 中区糀屋（こうじや）           | 糀屋交差点 / 起点         |
| 兵庫県道34号西脇八千代市川線 重複区間起点                                       | 多可郡   | 多可町   | 八千代区下野間                 | 保木南交差点              |
| 兵庫県道34号西脇八千代市川線 重複区間終点                                       | 西脇市   | 西脇市   | 明楽寺町（みょうらくじちょう） | 明楽寺町交差点            |
| 兵庫県道79号高砂加古川加西線                                                    | 加西市   | 加西市   | 河内町（こうちちょう）         | 河内バイパス交差点        |
| 兵庫県道145号下滝野市川線                                                       | 加西市   | 加西市   | 満久町（まくちょう）           | 満久交差点                |
| E2A 中国自動車道                                                                | 加西市   | 加西市   | 笹倉町                         | 加西IC前交差点 8-1 加西IC |
| 兵庫県道371号高岡北条線 重複区間起点 兵庫県道716号玉野倉谷線                    | 加西市   | 加西市   | 玉野町                         | 玉野交差点                |
| 兵庫県道572号播磨中央自転車道線 重複区間起点                                    | 加西市   | 加西市   | 玉野町                         |                           |
| 兵庫県道572号播磨中央自転車道線 重複区間終点                                    | 加西市   | 加西市   | 玉丘町                         | 玉丘交差点                |
| 兵庫県道369号大和北条停車場線 重複区間起点 兵庫県道371号高岡北条線 重複区間終点 | 加西市   | 加西市   | 北条町横尾                     | 横尾第2交差点             |
| 兵庫県道23号三木宍粟線 兵庫県道369号大和北条停車場線 重複区間終点               | 加西市   | 加西市   | 北条町北条                     | 終点                      |

### 沿線にある施設など

#### 主要施設
- 糀屋ダム
- 加西市役所
- 北条鉄道北条線 北条町駅

#### 名所・旧跡・観光地
- セントラルサーキット
- オーセントゴルフ倶楽部
- 加西インターカントリークラブ
- 玉丘史跡公園（玉丘古墳群）